# Andorinhão-preto
O andorinhão-preto (Apus apus) é uma espécie de ave da família dos Apodídeos.

## Nomes comuns
Dá ainda pelos seguintes nomes comuns: gaivão, pederneira, pedreiro, zilro, zirro e guincho (não confundir com as espécies Chroicocephalus ridibundus e Pandion haliaetus, que consigo partilham este nome comum).

## Características

Apus apus.

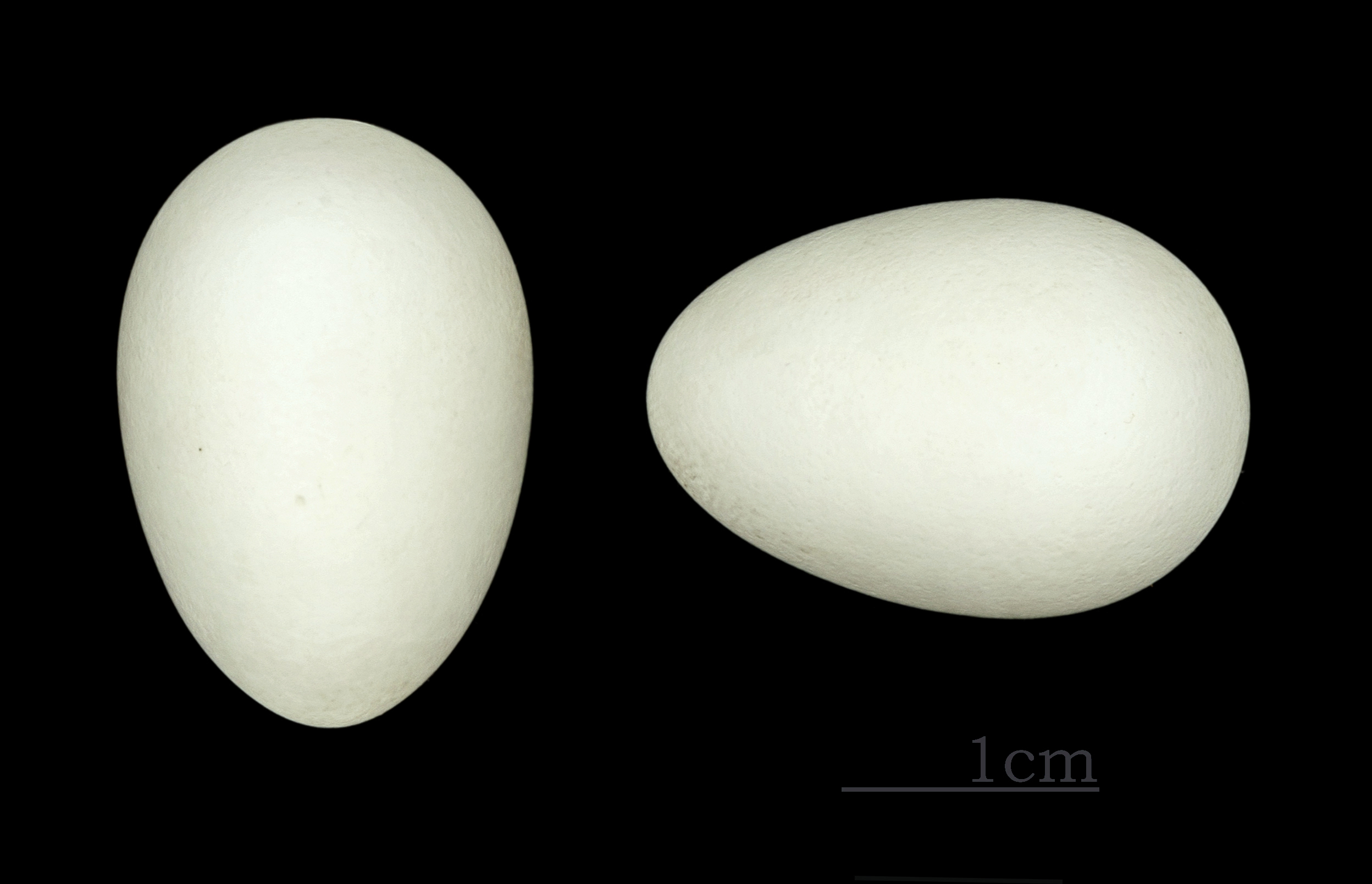
Apus apus.

O andorinhão-preto destaca-se principalmente pela plumagem integralmente, com as coberturas infra-alares de coloração igualmente escuras, asas falciformes. Destaca-se pelo seu canto, um trisso ruidoso, que facilita a sua detecção e que dá origem aos nomes onomatopaicos zirro e zilro, pelos quais também é conhecido.
Tem uma silhueta que lembra a duma andorinha, sendo certo que, especialmente pelo tamanho, a distinção entre as duas espécies é sensivelmente fácil de se fazer. Assemelha-se, ainda, ao andorinhão pálido (Apus pallidus), especialmente em contextos de baixa luminosidade, em que não seja possível divisar a coloração da plumagem com rigor.
O andorinhão-comum é capaz de voar por até 10 meses consecutivos sem pousar, pousando apenas por dois meses no ano durante a temporada de reprodução. Alimentam-se de insetos que encontram no ar, o que lhes proporciona a energia necessária para continuar o seu voo prolongado sem terem de parar para comer.
O andorinhão-preto chega a passar 99% do seu tempo, fora da época de acasalamento, no ar, o que totaliza 10 meses de voo.

## Distribuição geográfica
Nidifica em cavidades e recantos, geralmente em edifícios. É uma ave migradora, que constrói os ninhos em toda a Europa e inverna em África.

### Portugal
O zilro trata-se duma espécie estival, pelo que se encontra presente em Portugal Continental de Março a Outubro. Muitos dos espécimes que veraneiam em Portugal, permanecem transitoriamente, no ensejo da travessia para o Norte da Europa.
Em todo o caso, em Portugal também há expressivas populações residentes, que privilegiam os núcleos urbanos de média e grande dimensão, como locais de nidificação. Em todo o caso também se têm encontrado algumas colónias de zilros em aldeias no Norte do país.